# Cupa Mondială de Rugby din 2019 Grupa D
Grupa D de la Cupa Mondială de Rugby din 2019 a fost o grupă preliminară din cadrul Cupei Mondiale de Rugby din 2019 ale cărei meciuri au început pe 21 septembrie 2019. Din cadrul grupei au făcut parte echipele naționale din Australia, Fiji, Georgia, Țara Galilor și Uruguay.

## Clasament
Primele două clasate s-au calificat pentru sferturile de finală ale competiției și pentru Cupa Mondială de Rugby din 2023, iar echipa de pe locul al treilea s-a calificat pentru Cupa Mondială de Rugby din 2023.
| Loc | Echipa       | J | C | E | Î | EM | PP  | PÎ  | +/− | PB | Pt |
| --- | ------------ | - | - | - | - | -- | --- | --- | --- | -- | -- |
| 1   | Țara Galilor | 4 | 4 | 0 | 0 | 17 | 136 | 69  | +67 | 3  | 19 |
| 2   | Australia    | 4 | 3 | 0 | 1 | 20 | 136 | 68  | +68 | 4  | 16 |
| 3   | Fiji         | 4 | 1 | 0 | 3 | 17 | 110 | 108 | +2  | 3  | 7  |
| 4   | Georgia      | 4 | 1 | 0 | 3 | 9  | 65  | 122 | -57 | 1  | 5  |
| 5   | Uruguay      | 4 | 1 | 0 | 3 | 6  | 60  | 140 | -80 | 0  | 4  |

## Meciuri

### Australia vs Fiji
| 21 septembrie 2019 |

| Australia                                                                                       | 39–21  | Fiji                                                         |
| ----------------------------------------------------------------------------------------------- | ------ | ------------------------------------------------------------ |
| Eseu: Hooper Hodge Latu (2) Kerevi Koroibete Tr: Lealiifano (1/2) Toomua (2/3) Pen: Hodge (1/1) | Raport | Eseu: Yato Nayacalevu Tr: Volavola (1/2) Pen: Volavola (3/3) |

| Sapporo Dome, Sapporo Spectatori: 36.482 Arbitru: Ben O'Keeffe |

### Țara Galilor vs Georgia
| 23 septembrie 2019 |

| Țara Galilor                                                                                                   | 43-14 | Georgia                                             |
| --- | ----- | --------------------------------------------------- |
| Eseu: J. Davies Tipuric Adams L. Williams T. Williams North Tr: Biggar (4/5) Halfpenny (1/1) Pen: Biggar (1/1) |       | Eseu: Mamukashvili Chilachava Tr: Abzhandadze (2/2) |

| Stadionul Toyota, Toyota Arbitru: Luke Pearce |

### Fiji vs Uruguay
| 25 septembrie 2019 |

| Fiji                                                                | 27-30  | Uruguay                                                      |
| ------------------------------------------------------------------- | ------ | ------------------------------------------------------------ |
| Eseu: Dolokoto Mawi Ratuniyarawa Matawalu (2) Tr: J. Matavesi (1/3) | Raport | Eseu: Arata Diana Cat Tr: Berchesi (3/3) Pen: Berchesi (3/4) |

| Stadionul Memorial Kamaishi, Kamaishi Spectatori: 14.025 Arbitru: Pascal Gaüzère |

### Georgia vs Uruguay
| 29 septembrie 2019 |

| Georgia                                                                     | 33-7   | Uruguay                           |
| --------------------------------------------------------------------------- | ------ | --------------------------------- |
| Eseu: Todua Giorgadze Chilachava Bregvadze Kveseladze Tr: Abzhandadze (4/5) | Raport | Eseu: Vilaseca Tr: Berchesi (1/1) |

| Stadionul de Rugby Kumagaya, Kumagaya Spectatori: 24.895 Arbitru: Wayne Barnes |

### Australia vs Țara Galilor
| 29 septembrie 2019 |

| Australia                                                                                 | 25-29  | Țara Galilor                                                                                                 |
| ----------------------------------------------------------------------------------------- | ------ | --- |
| Eseu: Ashley-Cooper Haylett-Petty Hooper Tr: To'omua (2/2) Pen: Foley (1/1) To'omua (1/1) | Raport | Eseu: Parkes G. Davies Tr: Biggar (1/1) Patchell (1/1) Pen: Patchell (3/3) Drop: Biggar (1/2) Patchell (1/1) |

| Stadionul Ajinomoto, Chōfu Spectatori: 47.885 Arbitru: Romain Poite |

### Georgia vs Fiji
| 3 octombrie 2019 |

| Georgia                                                     | 10-45  | Fiji                                                                                  |
| ----------------------------------------------------------- | ------ | ------------------------------------------------------------------------------------- |
| Eseu: Gorgodze Tr: Matiashvili (1/1) Pen: Matiashvili (1/2) | Raport | Eseu: Nayacalevu Lomani Tuisova Radradra (2) Kunatani Ratuniyarawa Tr: Volavola (5/7) |

| Stadionul de Rugby Hanazono, Higashiōsaka Spectatori: 21.069 Arbitru: Paul Williams |

### Australia vs Uruguay
| 5 octombrie 2019 |

| Australia                                                                       | 5–10                                              | Uruguay                                            |
| ------------------------------------------------------------------------------- | ------------------------------------------------- | -------------------------------------------------- |
| Eseu: Haylett-Petty (2) Petaia Kuridrani (2) Genia Slipper Tr: Lealiifano (5/7) | https://www.rugbyworldcup.com/news/498050 Raport] | Eseu: Diana Tr: Berchesi (1/1) Pen: Berchesi (1/1) |

| Oita Stadium, Ōita Spectatori: 33.781 Arbitru: Mathieu Raynal |

### Țara Galilor vs Fiji
| 9 octombrie 2019 |

| Țara Galilor                                                                    | 29-17 | Fiji                                          |
| ------------------------------------------------------------------------------- | ----- | --------------------------------------------- |
| Eseu: Adams (3) L. Williams Tr: Biggar (2/2) Patchell (1/2) Pen: Patchell (1/1) |       | Eseu: Tuisova Murimurivalu Eseu de penalizare |

| Oita Stadium, Ōita Arbitru: Jérôme Garcès |

### Australia vs Georgia
| 11 octombrie 2019 |

| Australia                                                                | 27-8   | Georgia                            |
| ------------------------------------------------------------------------ | ------ | ---------------------------------- |
| Eseu: White Koroibete Dempsey Genia Tr: To'omua (2/4) Pen: To'omua (1/1) | Raport | Eseu: Todua Pen: Matiashvili (1/1) |

| Stadionul Shizuoka, Fukuroi Spectatori: 39.802 Arbitru: Pascal Gaüzère |

### Țara Galilor vs Uruguay
| 13 octombrie 2019 |

| Țara Galilor                                                                   | 35-13  | Uruguay                                              |
| ------------------------------------------------------------------------------ | ------ | ---------------------------------------------------- |
| Eseu: Smith Adams Eseu de penalizare T. Williams G. Davies Tr: Halfpenny (4/4) | Raport | Eseu: Kessler Tr: Berchesi (1/1) Pen: Berchesi (2/2) |

| Stadionul Umakana Yokana, Kumamoto Arbitru: Angus Gardner |